# Natasja, luchtstewardess
Natasja, luchtstewardess is de Nederlandstalige titel van het eerste stripverhaal van Natasja. De reeks wordt getekend door striptekenaar Walthéry. Het verhaal verscheen voor het eerst in 1971 bij Dupuis.

## Verhaal
Natasja  is stewardess. Ze wordt verwacht op de volgende vlucht en maakt zich gereed om zich in te schepen als stewardess. Doch bij de voorbereidingen merkt ze dat er plots onverwacht een waardevolle vracht moet worden vervoerd, en dit zonder beveiliging van politie. Dit komen boeven te weten en die plegen een overval tijdens de vlucht om de waardevolle vracht in hun bezit te krijgen. Tot slot lost Natasja alles nog op en loopt het verhaal goed af.

## Cover
- Afbeelding van de cover.